# موشي بارزاني
موشي برزاني (بالعبرية: משה ברזני) هو أحد أعضاء منظمة شتيرن اليهودية الصهيونية من أصل يهودي عراقي، ولد في يوم 14 حزيران 1926 في بغداد لعائله أصلها من قرية بارزان في كردستان العراق، في عمر 6 سنوات إنتقل مع عائلته إلى القدس أثناء حكم الإنتداب البريطاني على فلسطين وعمل هناك في النجارة وبيع العصائر، وثم انضم هناك مبكراً إلى حركة ليهي شتيرن اليهودية الصهيونية المناوئة لبريطانيا، شارك بعمليات هناك، وألقي القبض عليه هناك من قبل الجيش البريطاني هو ورفيقه ماير فينشتاين بعدما أتهم بمحاولته لقتل عريف بريطاني وحكم عليهما بالإعدام، إلا أنه إنتحر في السجن قبل تنفيذ الحكم هو ورفيقه بعد أن فجروا قنبلة على نفسيهما في يوم 21 نيسان 1947، تعتبره الحركات الصهيونية إحدى رموزها وله نصب في متحف سجناء تحت الأرض هناك في إسرائيل، وقد كان مناحم بيجن رئيس وزراء إسرائيل الأسبق أحد المتأثرين به.